# Detritivora caryatis
Detritivora caryatis is een vlindersoort uit de familie van de prachtvlinders (Riodinidae), onderfamilie Riodininae.
Detritivora caryatis werd in 1866 beschreven door Hewitson.